# Красная Поляна (Самарская область)
Кра́сная Поля́на — село в Пестравском районе Самарской области. Административный центр сельского поселения Красная Поляна.

## География
Село находится на расстоянии примерно 29 км (по прямой) к северо-западу от села Пестравка, административного центра района.

### Часовой пояс
Село Красная Поляна, как и вся Самарская область, находится в часовой зоне МСК+1. Смещение применяемого времени относительно UTC составляет +4:00.

## История
Село основано в XIX веке (после 1805—1807 годов).

## Население
| 2010 |
| ---- |
| 522  |

### Национальный состав
Согласно результатам переписи 2002 года, в национальной структуре населения русские составляли 92 % из 543 чел.